# Ерін Карплюк
Ерін Карплюк або Карплак (Ірина Карплюк, англ. Erin Karpluk, нар. 17 жовтня 1978 року) — канадська акторка українського походження.

## Біографія
Народилася 17 жовтня 1978 року в Джаспері, Альберта. Донька директорки середньої школи і залізничника. Походить з українців Канади. Вчилася на театральному факультеті в Університеті Вікторія, де і отримала ступінь бакалавра мистецтв. Закінчила університет 2000 року.

## Кар'єра
Почала кар'єру у Ванкувері, де знімалася в 2000—2005 роках, перш ніж отримати роль Кейт в телесеріалі «Godiva's». 2002 року знялася в короткому серіалі «Glory Days». 2004 року знялася в таких фільмах як «Чарівник Земномор'я» і «Повернення Джека Різника 2», де зіграла роль серійної вбивці. Карплюк була номінована на премію «Leo» за перший сезон «Godiva's» і в 2006 році на премію «Gemini» як найкраща виконавиця жіночої ролі (Головна драматична роль). У 2009 році виграла премію «Gemini» за найкращу драматичну жіночу роль в серіалі «Бути Ерікою».
Після серіалу «Godiva's» Карплюк продовжила працювати на телебаченні і зніматися в короткометражках. У 2007 році вона знялася в серіалах як «Bionic Woman», «Флеш Гордон» і «The L Word». У 2008 році отримала головну роль у фільмі «Smokejumpers» (режисер Джон Терлески). У 2009 році знялася в серіалі «Бути Ерікою», який приніс їй популярність. Їй запропонували головну роль Еріки Стрендж, коли вона знімалася в Лос-Анджелесі в серіалі «The L Word». У 2010 році Карплюк знялася у другорядній ролі в 1-му сезоні серіалу «Життя непередбачуване», в ролі Аліси, менеджерки радіостанції.
В 2014-2015 році знялась у кількох завершальних сезонах серіалу в Копи-новобранці в ролі таємного детектива з відділу внутрішніх розслідувань(ВВР) Джулії Ворд. 

## Нагороди
2009 — Gemini Award за найкращий виступ як акторка, що постійно грає драматичну роль (Бути Ерікою)
2010 — Leo Award за найкращу головну жіночу роль (Бути Ерікою)

## Фільмографія
| Рік         | Назва                             | Роль                   |
| ----------- | --------------------------------- | ---------------------- |
| 2000        | So…?                              | Bagel Girl             |
| 2002        | Місто демонів                     | Кел Генріз             |
| 2002        | Єремія                            | Sadie                  |
| 2002        | Темний ангел                      | Gem                    |
| 2002        | Керрі                             | Madeline               |
| 2002        | Taken                             | Sarah                  |
| 2003        | Мертва зона                       | Maddy Powers           |
| 2003        | Maximum Surge                     | Zoey                   |
| 2003        | Battlestar Galactica (Miniseries) | Woman #1               |
| 2004        | I Want to Marry Ryan Banks        | Nikki                  |
| 2004        | It Must Be Love                   | Tess Gazelle           |
| 2004        | Family Sins                       | Carol Geck             |
| 2004        | 10.5                              | Rachel, Williams' Aide |
| 2004        | «Повернення Джека Різника 2»      | Molly Keller           |
| 2004        | Eve's Christmas                   | Mandy                  |
| 2004        | «Чарівник Земномор'я»             | Діана                  |
| 2005        | Killer Instinct                   | Robin                  |
| 2005—2006   | Godiva's                          | Kate                   |
| 2006        | Надприродне (епізод 1.21)         | Monica                 |
| 2006        | Almost Heaven                     | Catherine              |
| 2006        | Echoes of an Epic                 | Jody                   |
| 2006        | Men in Trees                      | Amanda                 |
| 2006 (2008) | Love and Other Dilemmas           | Lucy Ladro             |
| 2007        | Termination Point                 | Allison Curran         |
| 2007        | Judicial Indiscretion             | Jennifer               |
| 2007        | Luna: Spirit of the Whale         | Jill Mackay            |
| 2007        | Bionic Woman                      | Robin                  |
| 2007        | Флеш Гордон                       | Dr. Debra Peterson     |
| 2007        | Snowglobe                         | Claire                 |
| 2008        | Секс в іншому місті               | Alysse                 |
| 2008        | Trial By Fire                     | Chelsea                |
| 2008        | Walk the Dog                      | Woman                  |
| 2008        | The Guard                         | Robyn                  |
| 2009        | Вайверн. Крилатий дракон          | Claire                 |
| 2009        | Revolution                        | Connie                 |
| 2009        | Debbie Macomber's Mrs. Miracle    | Reba Maxwell           |
| 2009—2011   | «Бути Ерікою»                     | Еріка Стрендж          |
| 2010—2011   | Життя непередбачуване             | Alice                  |
| 2011        | Christmas Lodge                   | Mary                   |
| 2011        | Captain Starship                  | Candace                |
| 2013        | Jack                              | Alison                 |
| 2013        | Assault on Wall Street            | Rosie Baxford          |
| 2013        | Надприродне (епізод 9.07)         | Robin                  |
| 2013        | В Осаді                           | Ellen                  |